# Сміттєспалювальний завод

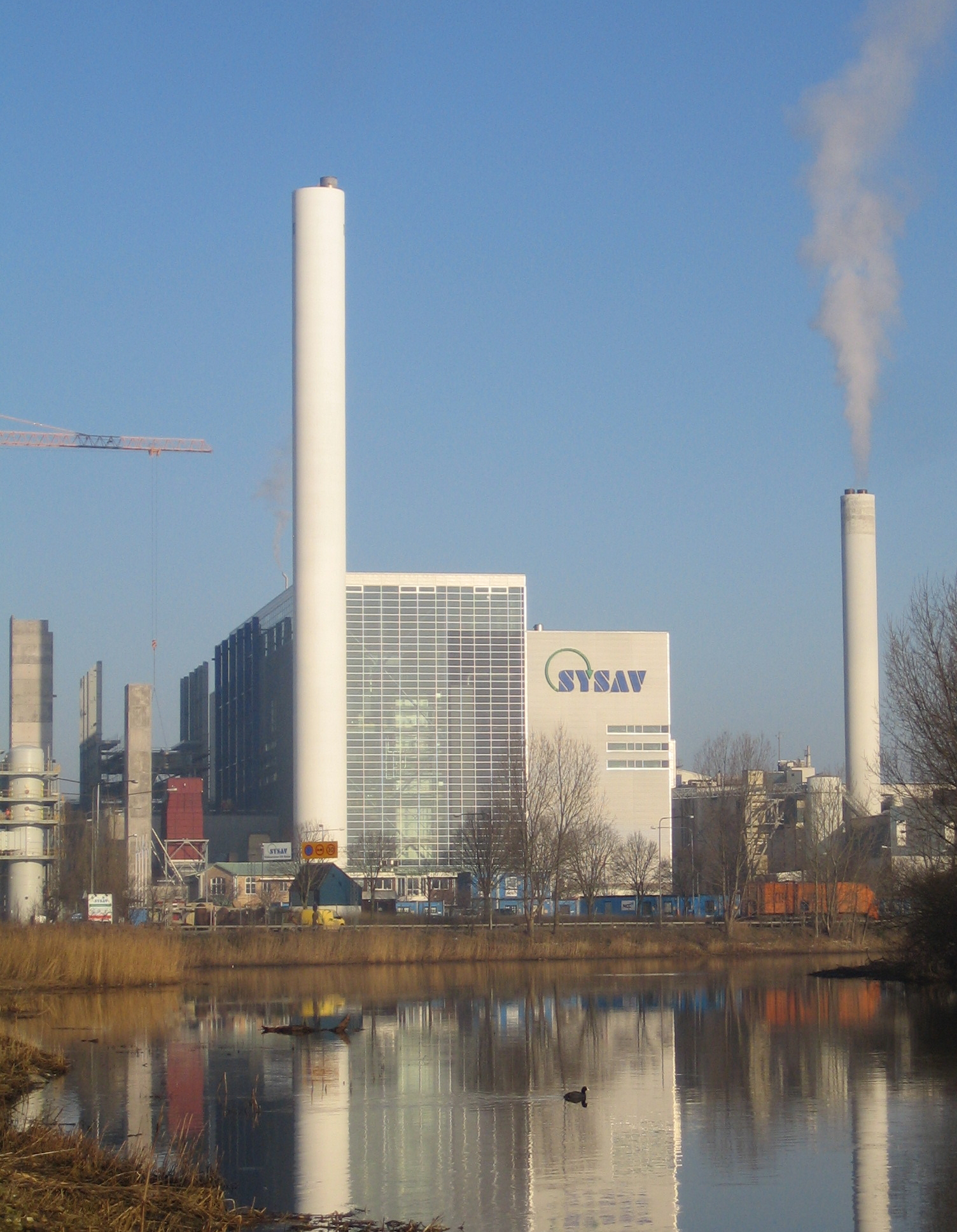
Сміттєспалювальний завод в Мальме (Швеція), продуктивністю 25 тонн побутових відходів на годину

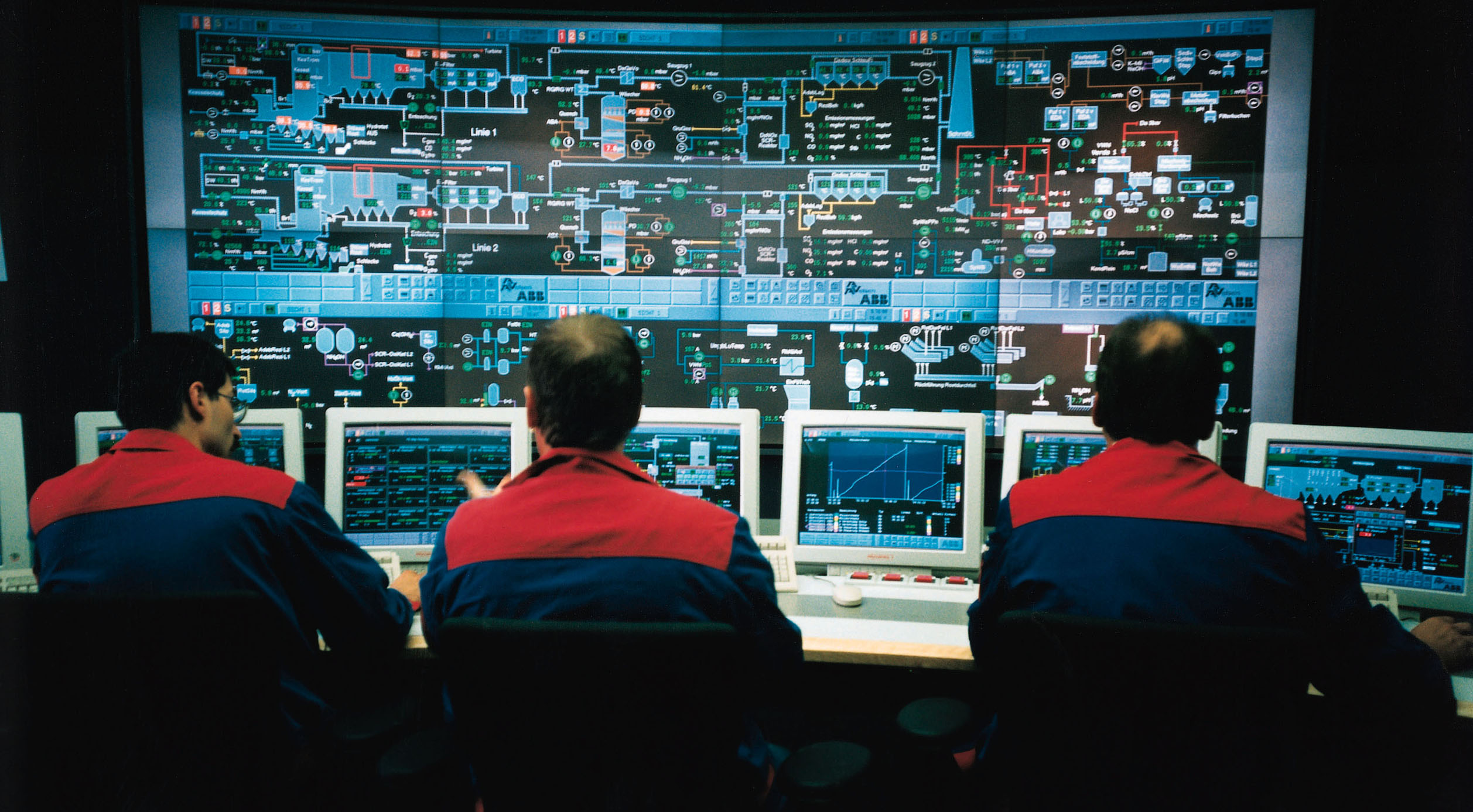
Диспетчерська сміттєспалювального заводу

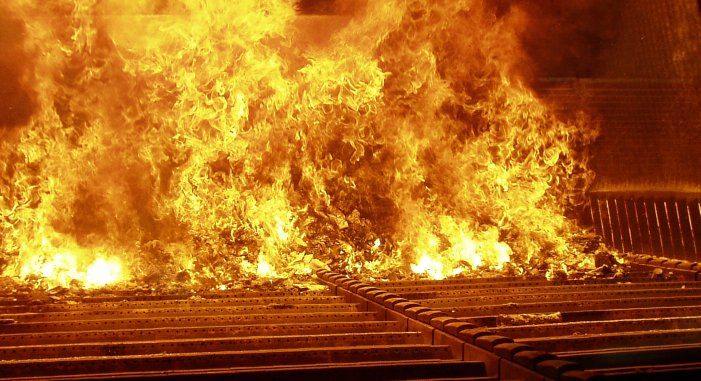
Спалювання твердих побутових відходів в печі на рухомій решітці. Отвори в решітці слугують для поставки первинного повітря, для підтримання процесу горіння

Сміттєспалювальний завод, сміттєпа́льня — підприємство, що використовує технологію утилізації промислових і твердих побутових відходів (ТПВ), за допомогою термічного розкладання (спалювання) в котлах або печах.

## Історія
Вперше «сміттєспалювальний заклад» було побудовано ще в 1870 р. поблизу Лондона. Там спочатку сміття спалювали без сортування, потім зі шлаків стали витягувати брухт. З середини 1970-х років, у розпал світової енергетичної кризи, на відходи стали дивитися як на додаткове джерело енергії. Тепло відхідних газів, що утворюються при спалюванні сміття, можна утилізувати. Це призвело до інтенсивного розвитку технологій зі знищення сміття на сміттєспалювальних установках та заводах. Вже до 1980-х років на їх основі створено кілька типів сміттєспалювальних заводів, що відрізняються умовами та режимами спалювання, технологією розділення і підготовки сміття до спалювання, очищенням летких відходів від важких металів і токсичних газів, перероблюванням твердих відходів спалювання.

## Розвиток технології та загрози
Дотепер достеменно встановлено, що сміттєспалювальні заводи (ССЗ) становлять величезну загрозу для здоров'я людей. У всіх промислових країнах світу ССЗ є основними та найпотужнішими джерелами викидів діоксинів. Їх існування пов'язане з фатальною помилкою при виборі стратегії знищення твердих побутових відходів у містах Європи та Америки.
Встановлено, що запропоновані способи спалювання ТПВ не дозволяють виключити появи у відхідних газах сміттєспалювальних заводів діоксинів та подібних їм токсикантів.
Вміст діоксинів та їх аналогів в продуктах спалювання пропорційно вмісту в ТПВ хлорорганічних речовин і хлорполімерів, особливо таких небезпечних попередників діоксинів, як поліхлорфеноли, поліхлорбензоли та ін.
У процесі спалювання ТПВ утворюються й інші галогеновмісні токсичні речовини (хлоровані ароматичні сполуки, хлоровані поліхроматичних вуглеводні). Відзначено вторинне утворення діоксинів на каталізаторах і в очисних спорудах ССЗ.
Діоксини активно накопичуються у ґрунтах. Так, у Нідерландах при загальному забрудненні ґрунтів (на глибину до 10 см) у 2-5 нг/кг ґрунту близько ССЗ забруднення може доходити до 250 нг/кг ґрунту і вище, а близько несанкціонованих пожеж на звалищах до тисячі нг/кг.
Першою країною, що оголосила мораторій на будівництво ССЗ у зв'язку з проблемою діоксинів, стала в лютому 1985 р. Швеція. У цій же країні у 1986 р. вперше були прийняті допустимі норми концентрації діоксинів у повітрі.

## Сучасні вимоги до ССЗ
На зарубіжних сміттєспалювальних заводах (ССЗ) для забезпечення норм гранично допустимих викидів реалізується двостадійне очищення газів, що відходять, а на вітчизняних заводах практично тільки одностадійне — за допомогою електрофільтрів (нормування викидів проводиться лише за 4 групами речовин).
У 1989 р. була прийнята офіційна директива ЄС, яка регламентує умови будівництва та експлуатації ССЗ у країнах співтовариства. Найважливіші вимоги директиви наведені нижче:
1. Сміття повинно сепаруватися, з нього мають бути видалені метали. Негорючого залишку повинно бути не більше 6 % від маси всього сміття. Склад спалюваного сміття повинен реєструватися безперервно.
2. Печей на ССЗ повинно бути не менше двох, щоб процес був неперервним. Ця вимога (дублювання) відноситься і до всіх інших систем процесу.
3. Згідно з Нормативами Європейського Союзу геометрія гарячої зони повинна забезпечити перебування газів у зоні з температурою не нижче 850 °С протягом не менше 2 с («Правило 2 секунд»), при концентрації кисню не менше 6 %.

## Сучасний стан
Нині у світі продовжують працювати близько 2000 сміттєспалювальних установок різної потужності. Більшість з них не задовольняють жорстким екологічним вимогам. Однак найсучасніші установки являють собою високомеханізовані та автоматизовані підприємства, та практично не забруднюють навколишнє середовище. У Німеччині передбачається будівництво ряду теплоелектростанцій, що працюють на побутових відходах. Одна з них — поблизу м. Брауншвайг — введена в експлуатацію у 2001 р.